# Смит, Тони (скульптор)
Тони Смит (англ. Tony Smith; 23 сентября 1912, Саут-Ориндж, Нью-Джерси (Нью-Йоркская агломерация) — 26 декабря 1980, Нью-Йорк), американский скульптор, архитектор и теоретик искусства; один из зачинателей стиля минимализм, пионер в области энвайронмент-скульптуры.

## Биография
Энтони «Тони» Смит родился в городке Саут-Ориндж, недалеко от Нью-Йорка, в семье, занятой в гидростроительном бизнесе, начало которому положил его дед, тёзка будущего скульптора, Энтони Питер Смит. В раннем возрасте Тони заболел туберкулезом. Он учился дома с репетиторами под наблюдением патронажной сестры. Небольшие коробки от лекарств служили ему материалом для создания первых художественных конструкций из картона.
После того, как болезнь отступила, Тони начал обучение в иезуитской школе, а затем в Джорджтаунском университете в Вашингтоне. Однако, вскоре он вернулся в Нью-Джерси, где открыл книжный магазин. Он также работал на семейном производстве, а по вечерам изучал рисунок, живопись и анатомию на курсах Лиги студентов-художников в Нью-Йорке.
В 1937 году он посещает занятия в Новом Баухаусе в Чикаго, но вскоре и эта школа его разочаровывает. В следующем, 1938 году, Смит приступает к работе в архитектурном бюро Фрэнка Ллойда Райта.
Как архитектор, основав собственную архитектурную фирму, в 1940-е—1950-е годы Смит спроектировал жилище для драматурга Теннесси Уильямса, художественную студию для художника-абстракциониста Теодороса Стамоса и летний дом на северо-восточной оконечности Лонг-Айленда для галеристки, работавшей с американским авангардом, Бетти Парсонс.
Взаимовлияние его архитектурных опытов с дизайном и живописью позволило художнику развить ярко индивидуальный метод в обращении с цветом и пластикой.
Под влиянием друзей-абстракционистов Тони Смит обращается к живописи, используя картинную плоскость, как своеобразный дисплей для изучения взаимодействий между пространством и формой.
С 1961 года он посвящает себя исключительно скульптуре.
Традиционно, творчество Тони Смита рассматривается в русле минимализма, но не следует забывать, что он принадлежит, в первую очередь, к поколению абстрактных экспрессионистов, со многими из которых его связывал не только возраст, но и личная дружба.
Барнетт Ньюман, Марк Ротко, Эд Рейнхардт, Клиффорд Стилл: влияние абстрактного метода в их живописи сказывается на скульптурах Тони Смита. Это и грандиозный масштаб, и лапидарность силуэта, и подчёркнутая стилистическая сдержанность.
В то же время, у младших его современников, представителей минималистской школы, — таких как Карл Андре, Роберт Моррис, Доналд Джадд, — очевидны параллели в использовании модульной сетки, в процессуальности, в серийном подходе к развитию идеи, в подчёркнутой как и у Тони Смита математической выверенности, холодной стерильности форм.

## Жизнь

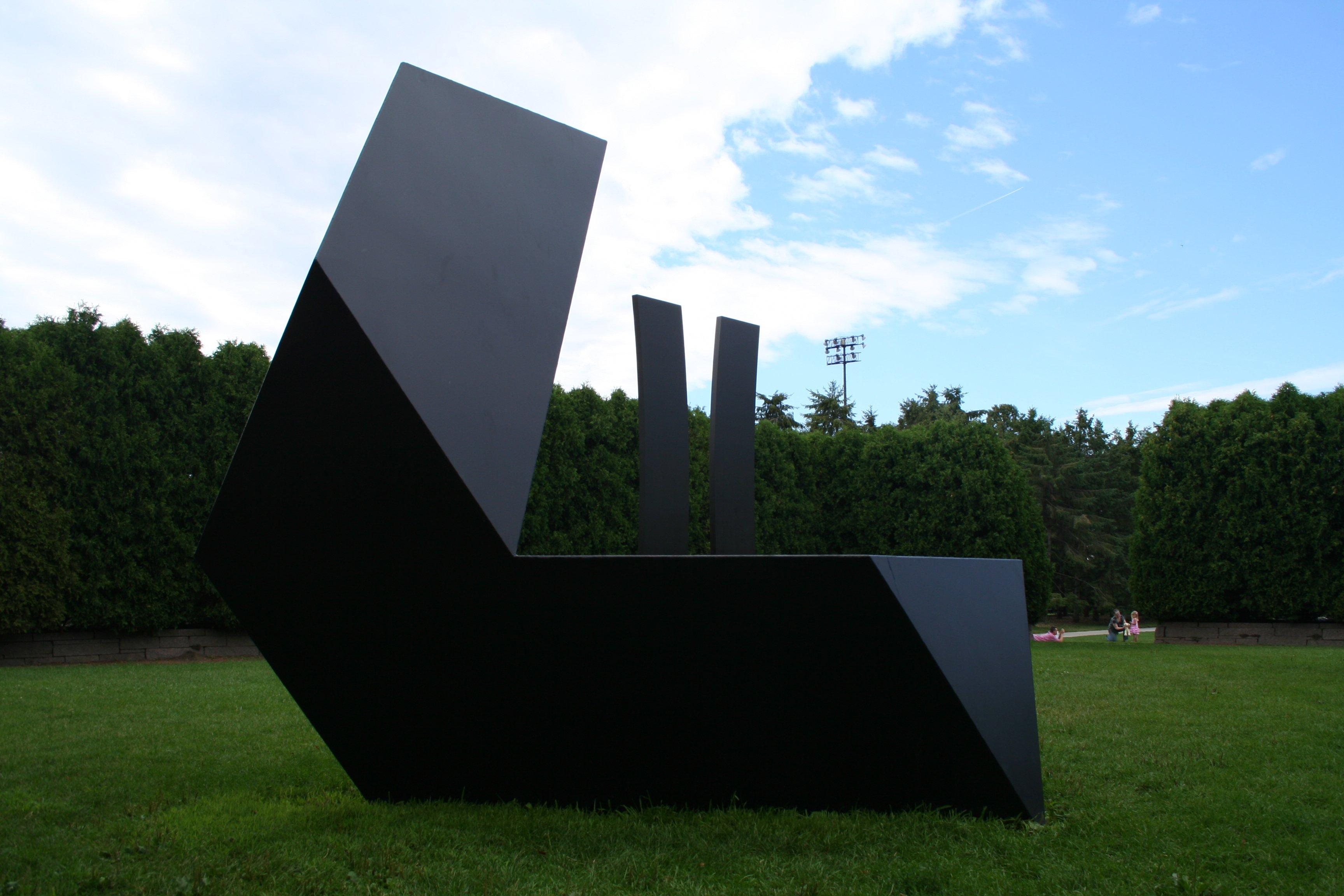
Тони Смит. Амариллис, 1965
Уокер Арт центр, Миннеаполис, штат Миннесота, США

В 1943 году в Нью-Йорке Тони познакомился с актрисой и оперной певицей Джейн Лоуренс. Свадебная церемония состоялась в Санта-Монике. У супругов Смит родились три дочери: будущая художница Кьяра (Кики) Смит (р. 1954), актриса Беатрис (Биби) Смит-Робинсон (1955—1988) и художница Сетон Смит (р. 1955, сестра-близнец Биби).
Смит также преподавал в конце 1950-х — начале 1960-х годов в различных учебных заведениях, таких как Нью-Йоркский университет, Купер Юнион колледж, Институт Пратта в Нью-Йорке, Колледж искусств в Беннингтоне, штат Вермонт, Хантерский колледж.
В 1961 году Смит попал в автоаварию, затем врачи диагностировали у него серьёзное гематологическое заболевание (полицитемия). И без того хрупкое здоровье художника постепенно ухудшалось.
Тони Смит скончался 26 декабря 1980 года от сердечного приступа. Ему было 68 лет.

## Выставки
Первая персональная выставка Тони Смита прошла в 1966 году.
Его работы экспонировались на таких престижных выставках, как:
- Венецианская биеннале (1968)
- Документа 4, Кассель, Германия (1968)
- Ежегодные выставки в Музее американского искусства Уитни, Нью-Йорк (1966, 1970, и 1971)
- Биеннале Уитни, Нью-Йорк (1973).